# Villebahn
| Abt. Anschlussbahn Vereinigte Ville | Abt. Anschlussbahn Vereinigte Ville |
| ----------------------------------- | ----------------------------------- |
| Streckenlänge:                      | 7,475 km                            |
| Spurweite:                          | 1435 mm (Normalspur)                |
| Stromsystem:                        | 1,2 kV =                            |
| Maximale Neigung:                   | 23,87 ‰                             |
| Minimaler Radius:                   | 180 m                               |
| Streckengeschwindigkeit:            | 40 km/h                             |
|                                     |                                     |

Die Villebahn (vollständiger Name Abt. Anschlussbahn Vereinigte Ville) war eine Normalspur-Werksbahn (Grubenanschlussbahn) für den Transport von Erzeugnissen der Werke der Braunkohle in Hürth in der Ville bei Hürth. Sie entstand als Werksbahn der Ribbertwerke, wurde später verlängert und schließlich von der Roddergrube übernommen, die wiederum in der Rheinbraun aufging.
Die Strecke wurde zum 21. März 1902 durchgehend eröffnet und 1974 nach Abbau der Kohlefelder endgültig zurückgebaut.

## Streckenabschnitte
Die Streckenabschnitte wurden wie folgt eröffnet:
- 23. November 1888: Staatsbahnhof Kalscheuren bis Ribbert-Werke, als damalige Anschlussbahn der Ribbert Werke (Hermülheim).[1]
- 1898–1899: Ribbert-Werke bis Grube Theresia am Alstädter Berg in Alt-Hürth.
- 1903: Grube Theresia bis zum Bahnhof Berrenrath und Bahnhof Vereinigte Ville des gleichnamigen Grubenfeldes (bis Streckenende am Prellbock 01 Ausziehgleis-Knapsack). Von dort 1906 Anschlussgleis zur Deutsche Carbid AG (→ Chemiepark Knapsack).
- 1906: Übergabebahnhof Ville-Berrenrath zur Louisenbahn der Grube Louise in Türnich. Streckenlänge Villebahn – Louisenbahn: Bf Kalscheuren – Grube Louise 11,179 km.
- 15. Oktober 1908: Aufgabe der Verbindungsstrecke nach Kalscheuren und Anschluss an den Güterbahnhof Kendenich der mittlerweile normalspurigen Köln-Bonner Eisenbahnen (deren Schmalspurstrecke seit 1898 ebenerdig gekreuzt wurde) mit der dortigen Verbindung zur Staatsbahn und zum Rheinhafen Godorf (via Querbahn). Der Abschnitt nach Kalscheuren lag noch viele Jahre ungenutzt und wurde 1920 schließlich landwirtschaftlich rekultiviert. Heute ist dieser Trassenteil teilweise ein öffentlicher Feldweg.
- 1909 Anschluss der Gewerkschaft Hürtherberg ab etwa Bahnübergang Luxemburger Straße.

## Charakteristik
Die Streckenlänge bis zum 10. Februar 1919 ohne Bahnhofsgleise betrug 7,475 Kilometer vom Stellwerk Ville-Nord bis zum Bahnhof Kalscheuren. Aufgrund ihrer starken Steigungen von 1:41,9 und 1:40 wurden die Strecken der Villebahn und der Schwarzen Bahn gern als Ausbildungs- und Prüfungsstrecken für angehende Lokomotivführer und Heizer verwendet. Neben 100 Tonnen und 90 Tonnen schweren EL-2-Lokomotiven wurden Diesel- und Dampflokomotiven eingesetzt. Bekannt unter den Dampflokomotiven sind fünf Dampflokomotiven vom Henschel Typ Herkules die Villebahn 20 und 21 und Rheinbraun 338 und 339.
Die Strecke behinderte mit ihren erst ab 1956 schrankengesicherten Übergängen (Bonn-, Luxemburger-, Kreuz- und Brandlstraße) den lokalen und den überörtlichen Verkehr erheblich.
1956 wurde die Strecke mit einer Oberleitung mit 1,2 kV Gleichstrom elektrifiziert. Die zulässige Geschwindigkeit betrug anfangs 15 km/h, ab dem 12. Mai 1953 dann 40 km/h. Bei einer Bergfahrt betrug die zulässige Achszahl 150 bei zwei Lokomotiven und 120 bei einer Zuglokomotive.

## Ende
Die Betriebseinstellung des Abschnitts Ville Nord–KBE-Kendenich erfolgte am 13. Dezember 1972. Der Gleisabbau erfolgte bis Ende Herbst 1974. Die unterliegende Braunkohle wurde abgebaut. Einige Brückenbauwerke blieben bis 2003 bestehen. Heute liegt neben der Trasse am Beginn die Straße Hürther Bogen, in deren Mitte für ein Gleis zum Zentralen Omnibus-Bahnhof, Hürth Park, Platz gelassen ist. Die Aufgaben der Strecke wurden von der Schwarzen Bahn übernommen. Deren Strecke wurde dazu höher gelegt, im oberen Teil an den Rand der ehemaligen Gruben verschoben und für starke Belastung ausgebaut (Achslast bis zu 27 t).
An die Strecke erinnert noch die Straße An der Villenbahn in Alt-Hürth. Ebenso befinden sich dort an der Trasse einige Geländer aus Schienenstücken. Vor dem Haus Bonnstr. 247, in Hermülheim liegt sogar noch ein zirka 10 Meter langes Gleisstück der Villebahn.